# Andrew Hampsten
Andrew Hampsten (Columbus, Ohio, 7 de abril de 1962) é um ex-ciclista estadounidense, profissional entre os anos 1985 e 1996, durante os quais conseguiu 21 vitórias.
Este ciclista estadounidense, especialista na montanha, estreia no ciclismo profissional com uma vitória de etapa no Giro d'Italia. Ao ano seguinte, alinharia pela equipa de seu compatriota, Greg LeMond, para ajudar na sua tentativa de ganhar o Tour de France. Hampsten terminaria 4.º naquela edição, sendo o jovem melhor classificado da corrida.
Depois de ganhar o Giro d'Italia de 1988, converteu-se no primeiro ciclista não-europeu em ganhar a rodada italiana, e o fez com uma grande brillantez na alta montanha. Ao ano seguinte, voltaria a subir ao pódio, mas desta vez como 3.º classificado.
Em 1992, Andrew Hampsten conseguiria sua última grande vitória no ciclismo profissional, ao vencer na mítica cume de Alpe d'Huez. Naquele ano, o estadounidense voltaria a ser 4.º no Tour, perdendo a 3.ª praça no último contrarrelógio em benefício do italiano Gianni Bugno.

## Palmarés
| - 1985 - 1 etapa do Giro d'Italia - 1986 - Volta à Suíça, mais 1 etapa - Melhor jovem no Tour de France - 1987 - Volta à Suíça - 1988 - Giro d'Italia , mais 2 etapas e classificação da montanha - 1 etapa da Paris-Nice - 1989 - Hofbrau Cup - Subida a Urkiola - 1 etapa da Volta ao País Basco - 3.º no Giro d'Italia | - 1990 - Subida a Urkiola - 1 etapa da Volta à Suíça - 1992 - 1 etapa no Tour de France - Volta à Romandia, mais 1 etapa - 1993 - Volta a Galiza, mais 1 etapa |

### Classificação Grandes Voltas
| Corrida | Corrida         | 1985 | 1986 | 1987 | 1988 | 1989 | 1990 | 1991 | 1992 | 1993 | 1994 | 1995 |
| ------- | --------------- | ---- | ---- | ---- | ---- | ---- | ---- | ---- | ---- | ---- | ---- | ---- |
|         | Giro d'Italia   | 20.º | —    | —    | 1.º  | 3.º  | —    | —    | 5.º  | 14.º | 10.º | 58.º |
|         | Tour de France  | —    | 4.º  | 16.º | 15.º | 22.º | 11.º | 8.º  | 4.º  | 8.º  | —    | —    |
|         | Volta a Espanha | —    | —    | —    | —    | —    | —    | —    | —    | —    | —    | —    |